# Zero Gravity Corporation
Zero Gravity Corporation (även känd som ZERO-G) är ett amerikanskt företag baserat i Arlington, Virginia, tidigare i Fort Lauderdale, Florida, som driver tyngdlösa flygningar från amerikanska flygplatser. Företaget grundades av entreprenörerna Peter Diamandis, astronaut Byron K. Lichtenberg samt NASA-ingenjören Ray Cronise och har varit verksam sedan 2004.

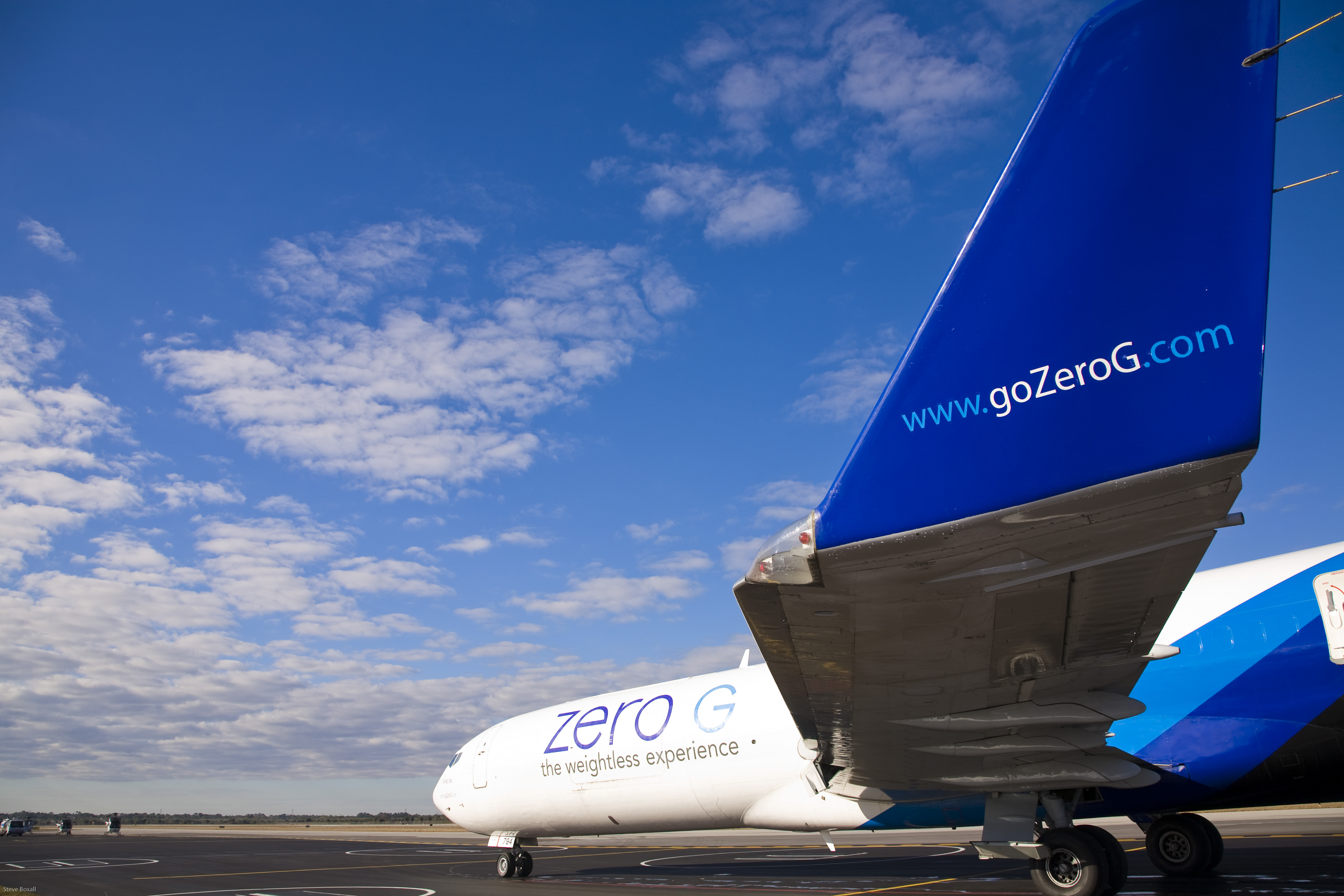
Man kan uppleva tyngdlöshet inuti företagets speciella flygplan.

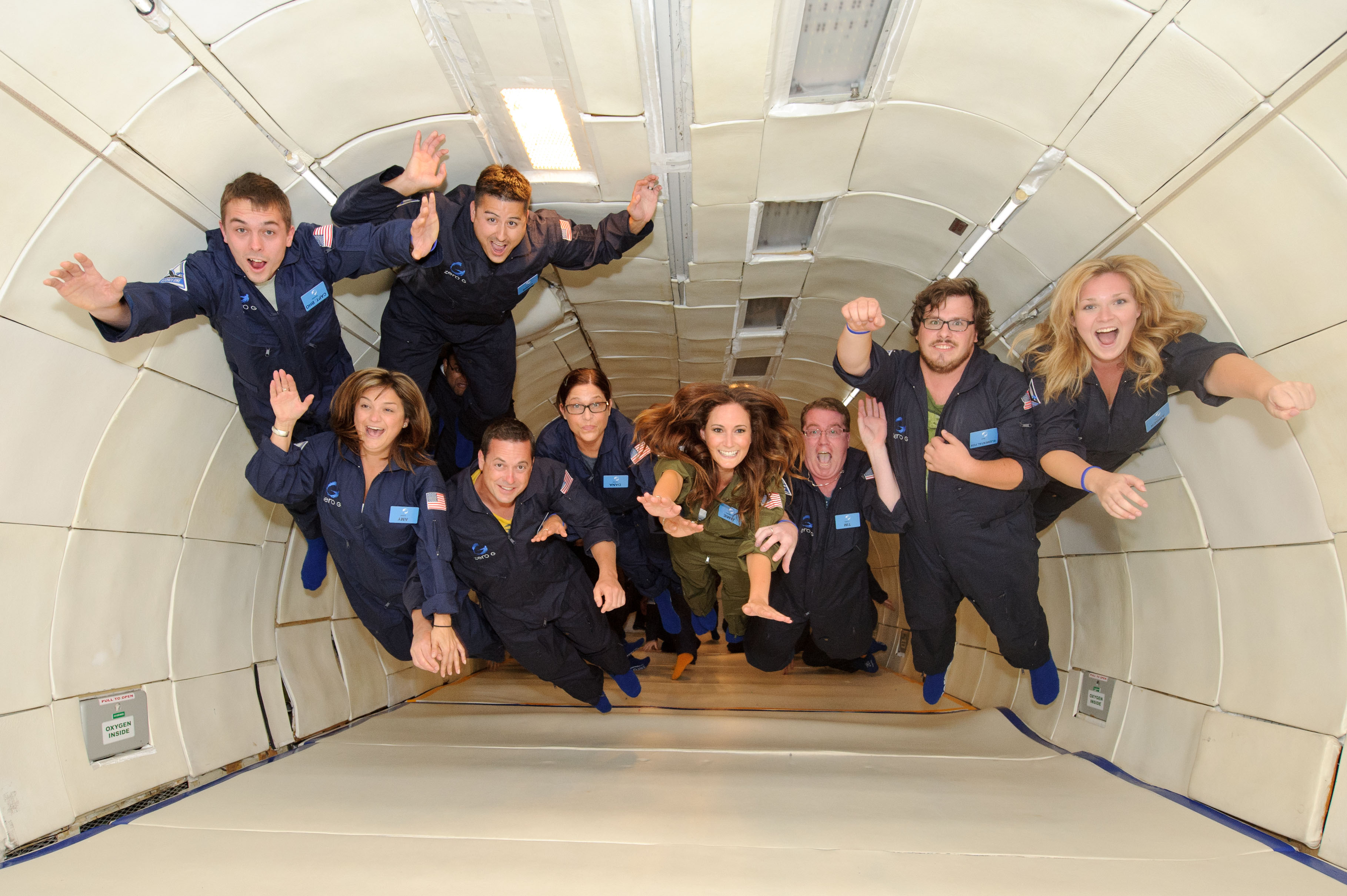
Personer inuti flygplanet.